# Marty Kristall
Marty Krystall (Los Angeles, 12 april 1951) was een Amerikaanse jazzsaxofonist, klarinettist en basklarinettist, die in verschillende genres werkt. Op jazzgebied trad hij aanvankelijk in de schijnwerpers door zijn bandprojecten met bassist Buell Neidlinger.

## Biografie
Krystall leerde op 11-jarige leeftijd klarinet spelen en speelde in lokale orkesten in zijn geboorteplaats. Op 15-jarige leeftijd hoorde hij Eric Dolphys versie van Thelonious Monks Epistrophy, wisselde vervolgens naar de tenorsaxofoon als hoofdinstrument en studeerde ook fluit en hobo. Jarenlang was hij de leider van de saxofoons en klarinetten in het Hollywood Bowl Orchestra. Op klassiek gebied was hij ook te horen als gastsaxofonist bij het Los Angeles Chamber Orchestra en het Los Angeles Philharmonic Orchestra. In 2010 presenteerde hij een album, dat naast improvisaties met de pianist Peter Serkin zijn interpretaties van Anton Weberns kwartet (met Richard Stoltzman, Ida Kavafian en Peter Serkin) en het Clarinet Quintet van Brahms (met het Cooker String Quartet) bevat.
Al in 1970 trad hij ook op met de bluesmuzikant Albert Collins. Vanaf het daarop volgende jaar werkte hij met Buell Neidlinger in verschillende bands als The El Monte Art Ensemble (1971-74), Krystall Klear and The Buells (1975-81), in de jazz/bluegrass-band Buellgrass (1981–1983), Thelonious (1984–1990) en Aurora (1987–1990, met Don Preston en Peter Erskine). Muzikaal wijdden Krystall en Neidlinger zich aan hun eigen werken, vooral de composities van Duke Ellington en Thelonious Monk, maar ook aan Herbie Nichols (album Blue Chopsticks, 1994). Met Neidlinger richtte hij het platenlabel K2B2 Records op. Met zijn eigen Spatial Quartet nam hij het album Seeing Unknown Colors op, waarvoor hij ook componeerde.
Krystall speelde ook in de Peter Ivers Band (1972-74), in Jaco Pastorius Word of Mouth Orchestra (1982) en in Charlie Hadens Liberation Orchestra (1986-88). Op tournee door Europa trad hij ook op met het trio van Braam-de Joode-Vatcher. Op het gebied van jazz was hij tussen 1971 en 2015 betrokken bij 29 opnamesessies, o.a. met Charlie Haden/Sharon Freeman (Lost in the Stars: The Music of Kurt Weill, 1985) en Miles Davis/Michel Legrand (Dingo, 1990). Naast zijn jazzprojecten was hij ook actief als studiomuzikant in Los Angeles, o.a. voor Frank Zappa (als baritonsaxofonist in We Are Not Alone op het album The Man from Utopia, 1983), Leo Kottke, Rickie Lee Jones en Randy Newman.
Na Feather/Gitler combineert Krystall het geluid van Ben Webster met de intervalsprongen en innovaties van Eric Dolphy.

## Discografie
- 1971: Marty's Garage (K2B2) met Glenn Ferris, Buell Neidlinger, Bill Elgart, Don Preston, Deborah Fuss
- 1981: Krystall Klear and The Buells: Our Night Together (K2B2) met Gene Cipriano, Jerry Peters, Buell Neidlinger, Peter Erskine
- ????: String Jazz: Locomotive (Soul Note), met Brenton Banks, John Kurnick, Billy Orborne
- 1986: Buell Neidlinger/Marty Krystall: Thelonious (K2B2) met John Beasley, Billy Osborne
- 1989: Peter Erskine, Marty Krystall, Buell Neidlinger, Don Preston: Aurora (Denon)
- 1990: The Marty Krystall Spatial Quartet: Seeing Unknown Colors met Hugh Schick, Yasushi Yoneki, Takumi Iino
- 1999: Plays Herbie Nichols (K2B2) met Hugh Schick, Brenton Banks, Jack Bone, Barry Saperstein
- 2013: Moments Magical (K2B2) met J.P. Maramba, Sinclair Lott, Bob Conti
- 2017: Howard Alden, Marty Krystall, Buell Neidlinger The Happenings: Music of Herbie Nichols (K2B2)